# Маленькая принцесса (фильм, 1917)
«Маленькая принцесса» (англ. The Little Princess) — американский драматический фильм 1917 года. Экранизация одноимённой повести (1905) Фрэнсис Бёрнетт.

## Сюжет
Сара Кру — маленькая девочка из Индии, она волею судьбы оказывается в негостеприимном и чопорном Лондоне: отец, морской волк, после смерти матери девочки привозит её в «Образцовую школу для благородных девиц». Вскоре умирает и отец, и вместе с этой вестью к Саре приходят новые несчастья: нищета, презрение окружающих, побои. Но мужество и благородство помогают ей сохранить человеческое достоинство; она встречает и дружбу и любовь. В конце фильма находятся сокровища, завещанные ей отцом.

## В ролях
- Мэри Пикфорд — Сара Кру
- Норман Керри — Ричард Кру, отец Сары
- Сейзу Питтс — Беки
- Теодор Робертс — Кассим
- Кэтрин Гриффит — мисс Миншин
- Энн Шефер — Амелия Миншин
- Гертруда Шорт — Эрмингарде
- Густав фон Сейффертиц — мистер Каррисфорд
- Джоан Марш — ребёнок (в титрах не указана)